# Håvard Bogetveit
Håvard Gutubø Bogetveit, né le 3 juin 1992 à Oslo, est un biathlète norvégien. 

## Carrière
En 2013, à Obertilliach, il remporte le titre de champion du monde junior du relais, accompagné d'Erling Aalvik, Vjegard Germundshaug et Johannes Boe pour sa première compétition internationale de biathlon. 
En 2014, il remporte sa première course individuel en IBU Cup, le sprint de Martell-Val Martello, avant de terminer 3e sur la poursuite.
Il fait ses débuts en Coupe du monde en 2014 à Holmenkollen avec une 97e place sur le sprint.
Lors de sa deuxième sélection en 2016 à Canmore, il monte sur la troisième marche du podium lors du relais mixte, en compagnie d'Alexander Os, de Synnoeve Solemdal et de Marte Olsbu Roeiseland.
Il remporte la médaille de bronze de la poursuite aux Championnats d'Europe 2019 et 2021.
Profitant des impasses des cadres norvégiens en vue de la préparation des Jeux olympiques de Pékin, il fait son retour en coupe du monde en janvier 2022 à Ruhpolding. Il termine la saison à la deuxième place du classement général de l'IBU Cup 2021-2022.

## Palmarès

### Coupe du monde
- 1 podium en relais : 1 troisième place.
- Meilleur résultat individuel : 42e sur le sprint de Canmore.

### Championnats d'Europe
- Médaille d'argent du relais en 2015.
- Médaille de bronze du relais mixte en 2016.
- Médaille de bronze du relais mixte en 2018.
- Médaille de bronze de la poursuite en 2019.
- Médaille de bronze de la poursuite en 2021.

### Championnats du monde junior
- Médaille d'or du relais en 2013.

### IBU Cup
- 2e du classement général en 2022.
- 12 podiums individuels, dont 3 victoires.

Palmarès au 12 mars 2022